# George Alencherry
George Alencherry (ur. 19 kwietnia 1945 w Thuruthy w stanie Kerala) – indyjski duchowny katolicki, w latach 2011–2023 arcybiskup większy Ernakulam-Angamaly oraz zwierzchnik Kościoła syromalabarskiego, kardynał.

## Życiorys
Wyświęcony na prezbitera 19 listopada 1972. Inkardynowany do archieparchii Changanacherry, był m.in. dyrektorem wydziału formacyjnego kurii, sekretarzem Konferencji Biskupów stanu Kerala, dyrektorem centrum duszpasterskiego w Palarivattam oraz protosyncelem archieparchii.
W 1996 wybrany biskupem Thuckalay, zaś konsekrowany 2 lutego 1997. 24 maja 2011 synod Kościoła syromalabarskiego wybrał go arcybiskupem większym Ernakulam-Angamaly (następnego dnia wybór zatwierdził papież Benedykt XVI), co sprawiło, że został głową tego Kościoła. Jest ponadto obecnie przewodniczącym Synodu Kościoła Syromalabarskiego oraz przewodniczącym Synodalnej Komisji Katechetycznej.
George Alencherry to pierwszy arcybiskup większy Kościoła syromalabarskiego wyłoniony w drodze elekcji. Jego poprzednicy – zmarły w kwietniu 2011 kardynał Varkey Vithayathil oraz kardynał Antony Padiyara – zostali wyznaczeni przez papieża. 
6 stycznia 2012 ogłoszona została jego kreacja kardynalska, której papież Benedykt XVI dokonał oficjalnie na konsystorzu w dniu 18 lutego 2012. 
Brał udział w konklawe 2013, które wybrało papieża Franciszka.
Pod koniec 2018 roku został oskarżony o malwersacje finansowe oraz ukrywanie przestępstw seksualnych księży oraz biskupa. W odpowiedzi na zarzuty Stolica Apostolska mianowała biskupa Jacoba Manathodatha administratorem apostolskim, który miał zbadać sprawę. W kwietniu 2019 policja stanu Kerala ogłosiła, że dokumenty oskarżające Alencherry'ego są fałszywkami i oczyściła go z zarzutów.
7 grudnia 2023 Stolica Apostolska opublikowała list do Alencherry'ego, w którym papież poinformował go o przyjęciu jego rezygnacji z urzędu arcybiskupa większego. 19 kwietnia 2025, w związku z ukończeniem 80 lat, utracił prawo do udziału w konklawe. Nastąpiło to na dwa dni przed zaistnieniem wakatu Stolicy Apostolskiej w związku ze śmiercią papieża Franciszka.